# Missa (Stravinski)
La Missa per a cor mixt i doble quintet de vent (1948) és una de les obres de maduresa del compositor. Stravinski la va compondre amb 66 anys i llavors ja tenia una llarga experiència com a compositor, també en l’àmbit de la música sacra.
Tal com s’endevina del títol, la missa és per a cor mixt (SATB) i doble quintet de vent (2 oboès, corn anglès, 2 fagots, 2 trompetes en si bemoll, 2 trombons tenors i trombó baix).
Seguint el patró de l’ordinari d’una missa, l’obra està dividida en cinc parts: Kyrie, Gloria, Credo, Sanctus i Agnus Dei. Stravinski va compondre el Kyrie i el Gloria l’any 1944, i la resta de parts el 1947.
El Credo és considerat el moviment central –més important– de la Missa d’Stravinski, on el compositor hi desenvolupa un estil sense figures melòdiques grandiloqüents, i sense extenses lligadures ni passatges solistes. El moviment es desplega de tal manera que s’assimila amb les fórmules de súplica, de confessió i de conjur, però sense donar massa importància a certes paraules –com podrien haver sigut incarnatus, crucifixus o resurrexit–. El Credo s’acaba amb un breu fragment purament vocal en què es diu «Amén».
El Kyrie i l’Agnus Dei, com a cants de súplica, són de caràcter coral. El mateix compositor va subratllar les relacions estilístiques que presenta l’Agnus Dei en relació amb el contrapunt de les seves composicions religioses posteriors serialistes com la Cantata (1952) o Canticum Sacrum (1965), entre d'altres.
El Gloria i el Sanctus, en canvi, alternen fragments de solos i fragments corals. L’únic moment en què Stravinski abandona la serenitat i la solemnitat de l’obra per tal d’arribar a un punt culminant és a l’Hosanna in excelsis per tornar al Benedictus.
L’obra dura menys de 20 minuts i es va estrenar el 23 d’octubre de 1948 a l'Scala de Milà sota la direcció del suís Ernest Ansermet. Stravinski va dirigir personalment dues gravacions de la seva Missa: el 1949 a Nova York i el 1960 a Hollywood.
Al llibre de converses amb Robert Craft, Stravinski diu que no va compondre aquesta Missa com a obra concertant, sinó com a missa per a ser interpretada a l’església en un moment litúrgic. És en aquest context que Stravinski es lamenta que a les esglésies de Califòrnia s’interpretin peces que no són litúrgiques, i que fins i tot són de gèneres ben diversos, com el teatral.
El compositor era persistent en aquest tema, tenint en compte que el 1914 va rebutjar la petició de Diaghilev de compondre corals religiosos per a un ballet escènic basat en la litúrgia: Stravinski no estava d’acord amb la idea d’utilitzar una missa amb funció de ballet.
Quan començava a compondre la Missa, Stravinski va estudiar amb interès les Misses brevis de Mozart. Això, però, no va repercutir en l’estètica general de l'obra, tot i que sí que és probable que ho fes en el Kyrie.